# 1978年大韓民國總統選舉
1978年大韓民國總統選舉，於是年7月6日舉行，這是韓國第四共和國在維新憲法體制下的第二次總統間接選舉。朴正熙如同1972年一般在沒有對手的情形下當選連任，直到次年被暗殺身亡為止。

## 选举制度
根據第四共和國的維新憲法，總統由「統一主體國民會議」間接選舉產生，候選人需要有統一主體國民會議議員200人以上推薦，並獲得統一主體國民會議過半議員贊成當選。

## 选举过程
候選人登記在1978年7月1日至5日进行，歷時5天，結果只有由507名統一主體國民會議議員推薦的朴正熙總統於登記参选。部分反对党--新民党的成员主张提名候選人参选，但黨內主流派系認為不可能获得200名以上代表的推薦参选，即使能參選也一定會失敗，所以應該抵制选举。

## 選舉結果
統一主體國民會議議員原本有2,583人，但有1人辭職，1人死亡，故选举前代表總數為2,581人。
| 参选人     | 所属政党   | 得票数 | %     | 当选标记 |
| ---------- | ---------- | ------ | ----- | -------- |
| 朴正熙     | 民主共和党 | 2,577  | 99.85 | 當選     |
| 弃权票     | 弃权票     | 3      | 0.12  |          |
| 无效票     | 无效票     | 1      | 0.04  |          |
| 总票数     | 总票数     | 2,581  | 100   |          |
| 资料来源： |            |        |       |          |